# Gelechioidea
Gelechioidea är en överfamilj av fjärilar. Gelechioidea ingår i ordningen fjärilar, klassen egentliga insekter, fylumet leddjur och riket djur. Enligt Catalogue of Life omfattar överfamiljen Gelechioidea 16867 arter. 

## Bildgalleri

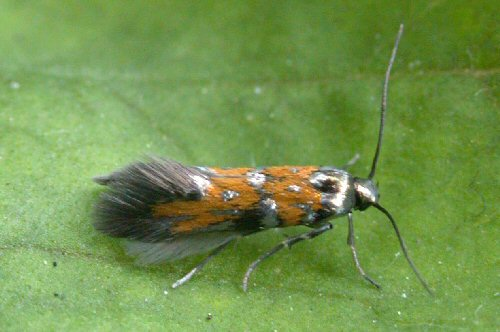
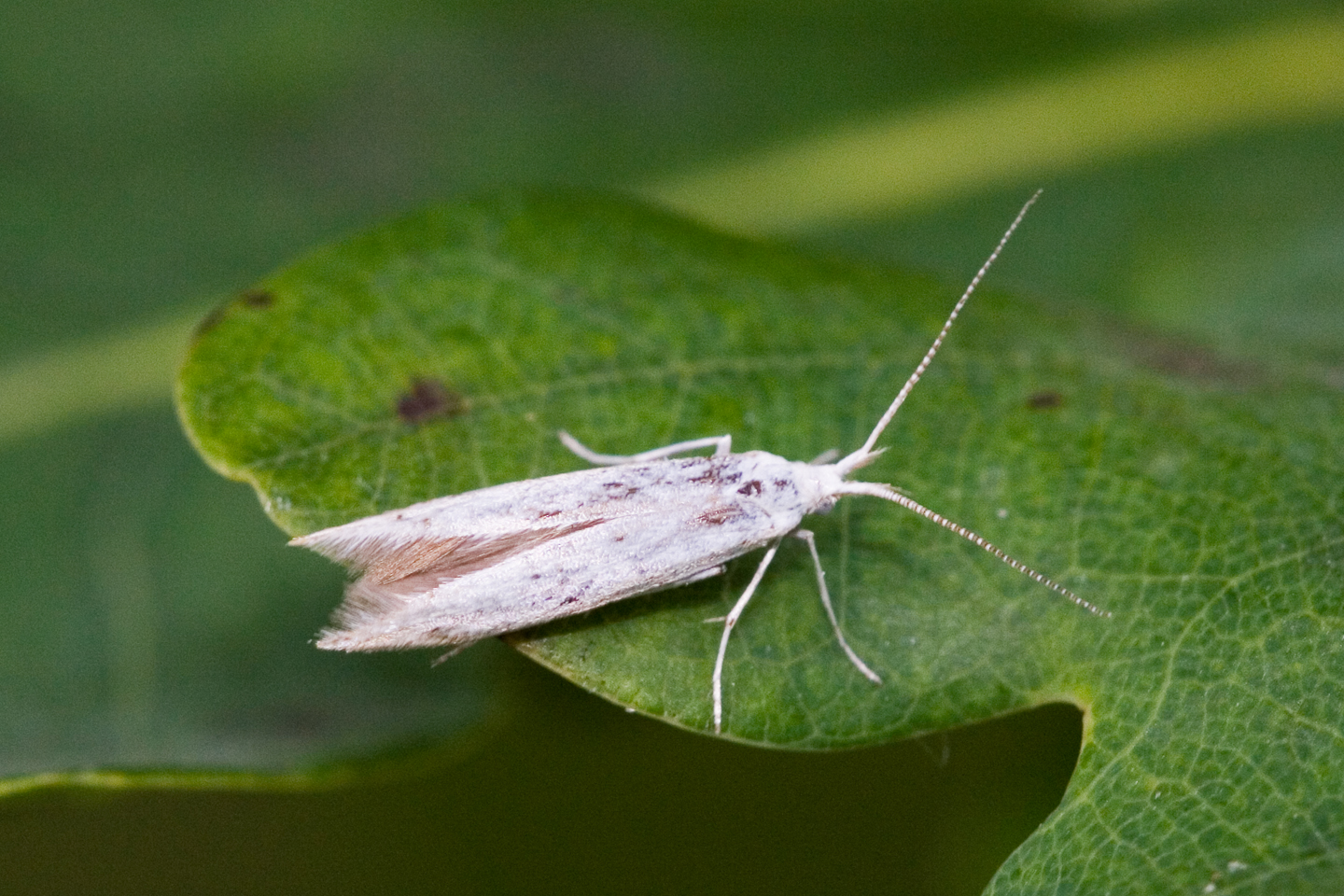
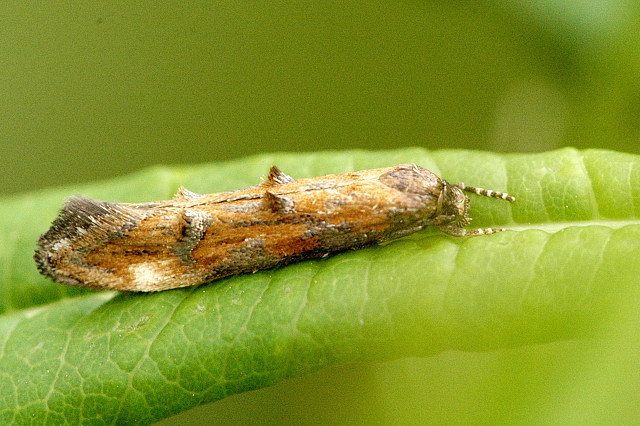

## Dottertaxa till Gelechioidea, i alfabetisk ordning[1][2]
| Agonoxenidae      |                   | (synonym till Parametriotidae enl. Dyntaxa)                                       |
| Autostichidae     | Guldfläcksmalar   | (uppdelad i Holcopogonidae och Symmocidae enl. Catalog of life)                   |
| Batrachedridae    | Smalvingemalar    |                                                                                   |
| Blastobasidae     | Förnamalar        |                                                                                   |
| Chimabachidae     | Dagmalar          | (ingår i familjen Oecophoridae enl. Catalog of life)                              |
| Coleophoridae     | Säckmalar         |                                                                                   |
| Cosmopterigidae   | Fransmalar        |                                                                                   |
| Depressariidae    | Plattmalar        | (ingår i familjen Oecophoridae enl. Catalog of life)                              |
| Elachistidae      | Gräsmalar         |                                                                                   |
| Ethmiidae         |                   |                                                                                   |
| Gelechiidae       | stävmalar         |                                                                                   |
| Holcopogonidae    |                   | (underfamilj till Autostichidae enl. Dyntaxa)                                     |
| Lecithoceridae    |                   |                                                                                   |
| Lypusidae         | Tubmalar          | (ingår i familjen Psychidae enl. Catalog of life)                                 |
| Metachandidae     |                   |                                                                                   |
| Momphidae         | Brokmalar         |                                                                                   |
| Oecophoridae      | Praktmalar        |                                                                                   |
| Parametriotidae   | Märgmalar         | (uppdelad i Agonoxenidae och spridda i flera andra familjer enl. Catalog of life) |
| Peleopodidae      | Vecklarmalar      | (ingår i familjen Oecophoridae enl. Catalog of life)                              |
| Pterolonchidae    |                   |                                                                                   |
| Scythrididae      | Fältmalar         |                                                                                   |
| Stathmopodidae    | Spretmalar        | (ingår i familjen Heliodinidae enl. Catalog of life)                              |
| Symmocidae        |                   | (underfamilj till Autostichidae enl. Dyntaxa)                                     |
| XXXXXXXXXXXXXXXXX | XXXXXXXXXXXXXXXXX |                                                                                   |